# Oegandese hockeyploeg (mannen)
De Oegandese hockeyploeg voor mannen is de nationale ploeg die Oeganda vertegenwoordigt tijdens interlands in het hockey.
Het team kon zich kwalificeren voor een internationaal kampioenschap: op de Olympische Spelen van 1972 in München eindigden ze op de vijftiende (en tevens voorlaatste) plaats.

## Erelijst Oegandese hockeyploeg
| Jaar | Champions Trophy | Afrikaans kampioenschap | Olympische Spelen   | Wereldkampioenschap | Hockey World League Hockey Pro League |
| ---- | ---------------- | ----------------------- | ------------------- | ------------------- | ------------------------------------- |
| 1964 |                  |                         | geen deelname       |                     |                                       |
| 1968 |                  |                         | geen deelname       |                     |                                       |
| 1970 |                  |                         |                     |                     |                                       |
| 1971 |                  |                         |                     | geen deelname       |                                       |
| 1972 |                  |                         | 15e OS 1972 München |                     |                                       |
| 1973 |                  |                         |                     | geen deelname       |                                       |
| 1974 |                  | AF 1974 Caïro           |                     |                     |                                       |
| 1975 |                  |                         |                     | geen deelname       |                                       |
| 1976 |                  |                         | geen deelname       |                     |                                       |
| 1978 | geen deelname    |                         |                     | geen deelname       |                                       |
| 1980 | geen deelname    |                         | geen deelname       |                     |                                       |
| 1981 | geen deelname    |                         |                     |                     |                                       |
| 1982 | geen deelname    |                         |                     | geen deelname       |                                       |
| 1983 | geen deelname    | geen deelname           |                     |                     |                                       |
| 1984 | geen deelname    |                         | geen deelname       |                     |                                       |
| 1985 | geen deelname    |                         |                     |                     |                                       |
| 1986 | geen deelname    |                         |                     | geen deelname       |                                       |
| 1987 | geen deelname    |                         |                     |                     |                                       |
| 1988 | geen deelname    |                         | geen deelname       |                     |                                       |
| 1989 | geen deelname    | geen deelname           |                     |                     |                                       |
| 1990 | geen deelname    |                         |                     | geen deelname       |                                       |
| 1991 | geen deelname    |                         |                     |                     |                                       |
| 1992 | geen deelname    |                         | geen deelname       |                     |                                       |
| 1993 | geen deelname    | geen deelname           |                     |                     |                                       |
| 1994 | geen deelname    |                         |                     | geen deelname       |                                       |
| 1995 | geen deelname    |                         |                     |                     |                                       |
| 1996 | geen deelname    | geen deelname           | geen deelname       |                     |                                       |
| 1997 | geen deelname    |                         |                     |                     |                                       |
| 1998 | geen deelname    |                         |                     | geen deelname       |                                       |
| 1999 | geen deelname    |                         |                     |                     |                                       |
| 2000 | geen deelname    | 7e AF 2000 Bulawayo     | geen deelname       |                     |                                       |
| 2001 | geen deelname    |                         |                     |                     |                                       |
| 2002 | geen deelname    |                         |                     | geen deelname       |                                       |
| 2003 | geen deelname    |                         |                     |                     |                                       |
| 2004 | geen deelname    |                         | geen deelname       |                     |                                       |
| 2005 | geen deelname    | geen deelname           |                     |                     |                                       |
| 2006 | geen deelname    |                         |                     | geen deelname       |                                       |
| 2007 | geen deelname    |                         |                     |                     |                                       |
| 2008 | geen deelname    |                         | geen deelname       |                     |                                       |
| 2009 | geen deelname    | geen deelname           |                     |                     |                                       |
| 2010 | geen deelname    |                         |                     | geen deelname       |                                       |
| 2011 | geen deelname    |                         |                     |                     |                                       |
| 2012 | geen deelname    |                         | geen deelname       |                     |                                       |
| 2013 |                  | geen deelname           |                     |                     | geen deelname                         |
| 2014 | geen deelname    |                         |                     | geen deelname       |                                       |
| 2015 |                  |                         |                     |                     | geen deelname                         |
| 2016 | geen deelname    |                         | geen deelname       |                     |                                       |
| 2017 |                  | geen deelname           |                     |                     | geen deelname                         |
| 2018 | geen deelname    |                         |                     | geen deelname       |                                       |
| 2019 |                  |                         |                     |                     | geen deelname                         |
| 2021 |                  |                         | geen deelname       |                     | geen deelname                         |
| 2022 |                  | 6e AF 2022 Accra        |                     |                     | geen deelname                         |
| 2023 |                  |                         |                     | geen deelname       | geen deelname                         |
| 2024 |                  |                         | geen deelname       |                     | geen deelname                         |